# Gyula Kellner
Gyula Kellner (11. dubna 1871 Budapešť – 28. července 1940 Szolnok) byl maďarský atlet – maratonec, držitel bronzové olympijské medaile z 1. letních olympijských her 1896 v Aténách.

## Osobní život
Narodil se v Budapešti do rodiny s tradicí tiskařského řemesla. Během školních let se začal zabývat různými sporty, zápasil, plaval, jezdil na kole, věnoval se i gymnastice a vzpírání, posléze se však soustředil na atletiku. Z běhu na krátké tratě a ze sportovní chůze přešel na vytrvalostní běh. Byl členem oddílů MTK Budapešť a BTC Budapešť. V roce 1896 byl vybrán do výpravy maďarských sportovců na 1. olympijské hry.
Od roku 1914 byl spoluvlastníkem tiskárny Kellner a Mohrlüder, která se roku 1922 stala akciovou společností, Kellner byl až do roku 1928 členem jejího představenstva. V roce 1932 se stal zakládajícím členem Společnosti maďarských olympioniků. Zemřel v Szolnoku, kde se také nachází jeho hrob a je tu po něm pojmenována ulice. Kellnerův syn Kornel Kellner (1903–1965) se také věnoval atletice a na olympijských hrách 1928 v Amsterdamu obsadil ve skoku vysokém 11. místo.

## Olympijský maraton v Atenách 1896
Olympijská soutěž v maratónu se běžela na trati z antického Marathonu na aténský olympijský stadion a měřila přibližně 40 km. 10. dubna 1896 odstartovalo k závodu 17 sportovců, z toho pět cizinců. Na trati dlouho vedl Francouz Albin Lermusiaux, ale stejně jako jeho pronásledovatelé Edwin Flack a Arthur Blake nevydržel ohromné vedro a vzdal. Do čela se dostal pozdější vítěz Spiridon Louis následován dalším Řekem Charilaem Vasilakosem, za nimi se objevil na stadionu nečekaně další Řek Spyridon Belokas, následován Kellnerem, který doběhl čtvrtý. Belokas byl po protestech maďarské výpravy diskvalifikován, protože se údajně část trati vezl ve voze, a tak Kellner získal bronzovou medaili.
V tomto článku byl použit překlad textu z článku Kellner Gyula na maďarské Wikipedii.